# 大村喜前
大村喜前（日语：／ Ōmura Yoshiaki，1569年—1616年9月18日）是日本戰國大名，肥前國大村藩初代藩主。
大村喜前是大村純忠的長子。1587年（天正15年）豐臣秀吉進行九州征伐的時候，他代替臥病在床的父親出征，因此得到「舊領安堵」的朱印狀。同年父親去世後繼承家督之位，將妹妹松東院嫁給了松浦鎮信的嫡子久信。
1592年（文祿元年）參加侵略朝鮮的文祿之役，曾參加平壤、忠州、順天城等戰役。1598年（慶長3年）豐臣秀吉去世後，由於政局不穩，他著手築造玖島城，翌年築造完成，他將居城從三城城搬遷到了玖島城。1599年（慶長3年），獲賜豐臣姓。
1600年（慶長5年），關原之戰爆發時，松浦鎮信在神集島召集大村喜前、有馬晴信、五島玄雅商議對策。雖然說四人在文祿慶長之役中曾隸屬於小西行長麾下，但在喜前的建議下，四人最終沒有加入行長的西軍，而是加入了德川家康的東軍。喜前還派兵攻擊小西行長在南肥後國的領地。最終東軍勝利，四人在戰後沒有被改易。
大村喜前曾是一個吉利支丹，洗禮名為桑喬（日语：サンチョ）。1587年（天正15年），豐臣秀吉發佈伴天連追放令，他積極驅逐傳教士。但他並未聲明自己的個人信仰，其正室於1600年（慶長5年）去世的時候，還將其葬於教會墓地。然而，他在1602年（慶長7年）公開放棄天主教信仰，改信日蓮宗。此後他聲稱天主教是邪教，對領內的基督徒進行嚴厲鎮壓。他建立日蓮宗寺院本經寺，作為大村氏的菩提寺，又在領內大量興建寺院。
在大坂之役中，大村喜前加入德川方，負責長崎的警備任務，並追捕豐臣氏餘黨。1615年（元和元年）因病將家督之位讓給嫡子純賴。翌年去世，傳聞是被懷恨在心的基督徒毒死。